# Горкушенко, Михаил Евдокимович
Михаил Евдокимович Горкушенко (27 декабря 1937, Куйбышев — 20 ноября 1999) — советский футболист, защитник.
Воспитанник футбольной школы «Локомотив» Куйбышев, тренер Александр Чистов. В региональных соревнованиях выступал за «Локомотив» (1956—1959) и СКА (1960—1962). В 1963—1965 годах играл за дубль «Крыльев Советов» За основную команду провёл шесть матчей в чемпионате и два — в Кубке СССР, полуфиналист Кубка 1965 года. В 1966—1967 годах играл за «Металлург» Куйбышев в классе «Б».
Скончался 20 ноября 1999 года.